# Ligne 3 du métro de Madrid
Pour les articles homonymes, voir Ligne 3.
La ligne 3 du métro de Madrid (en espagnol : línea 3 del metro de Madrid) est l'une des treize lignes du métro de Madrid. Elle traverse Madrid du nord au sud ainsi que Getafe, entre les terminus de Moncloa et El Casar.

## Tracé et stations
Elle est constituée de 19 stations qui composent un parcours de 19 km de tunnel à voie étroite. C'est la seule ligne du réseau qui a été complètement rénovée pour renouveler son esthétique, ses fonctions et la sécurité, la rendant accessible aux personnes handicapées et surtout pour se préparer à l'afflux accru de voyageurs avec l'extension vers le sud de l'agglomération qui a eu lieu après ce remodelage. Un nouveau couloir a été créé à l'extrémité nord de la ligne à Moncloa pour faciliter le transfert avec ligne 6 et la correspondance avec les bus.

### Liste des stations
|  |   |  | Station                | Zone | Communes                                   | Correspondances |
|  | - |  | ---------------------- | ---- | ------------------------------------------ | --- |
|  | ■ |  | Moncloa                |      | Madrid (Chamberí, Moncloa-Aravaca)         | Ligne 6 du métro de Madrid |
|  | • |  | Argüelles              |      | Madrid (Centre, Chamberí, Moncloa-Aravaca) | Ligne 4 du métro de Madrid · Ligne 6 du métro de Madrid                                                                                            |
|  | • |  | Ventura Rodríguez      |      | Madrid (Centre, Moncloa-Aravaca)           | |
|  | • |  | Plaza de España        |      | Madrid (Centre)                            | (Noviciado) |
|  | • |  | Callao                 |      | Madrid (Centre)                            | Ligne 5 du métro de Madrid |
|  | • |  | Sol                    |      | Madrid (Centre)                            | Ligne 1 du métro de Madrid · Ligne 2 du métro de Madrid · Cercanías Madrid · Ligne C-3 des Cercanias de Madrid · Ligne C-4 des Cercanias de Madrid |
|  | • |  | Lavapiés               |      | Madrid (Centre)                            | |
|  | • |  | Embajadores            |      | Madrid (Centre)                            | (Acacias) |
|  | • |  | Palos de la Frontera   |      | Madrid (Arganzuela)                        | |
|  | • |  | Delicias               |      | Madrid (Arganzuela)                        | Cercanías Madrid · Ligne C-1 des Cercanias de Madrid · Ligne C-10 des Cercanias de Madrid                                                          |
|  | • |  | Legazpi                |      | Madrid (Arganzuela)                        | Ligne 6 du métro de Madrid |
|  | • |  | Almendrales            |      | Madrid (Usera)                             | |
|  | • |  | Hospital 12 de Octubre |      | Madrid (Usera)                             | |
|  | • |  | San Fermín-Orcasur     |      | Madrid (Usera)                             | |
|  | • |  | Ciudad de los Ángeles  |      | Madrid (Villaverde)                        | |
|  | • |  | Villaverde Bajo-Cruce  |      | Madrid (Villaverde)                        | |
|  | • |  | San Cristóbal          |      | Madrid (Villaverde)                        | |
|  | • |  | Villaverde Alto        |      | Madrid (Villaverde)                        | Cercanías Madrid · Ligne C-4 des Cercanias de Madrid · Ligne C-5 des Cercanias de Madrid                                                           |
|  | ■ |  | El Casar               |      | Getafe                                     | Ligne 12 du métro de Madrid · Cercanías Madrid · Ligne C-3 des Cercanias de Madrid                                                                 |

## Historique

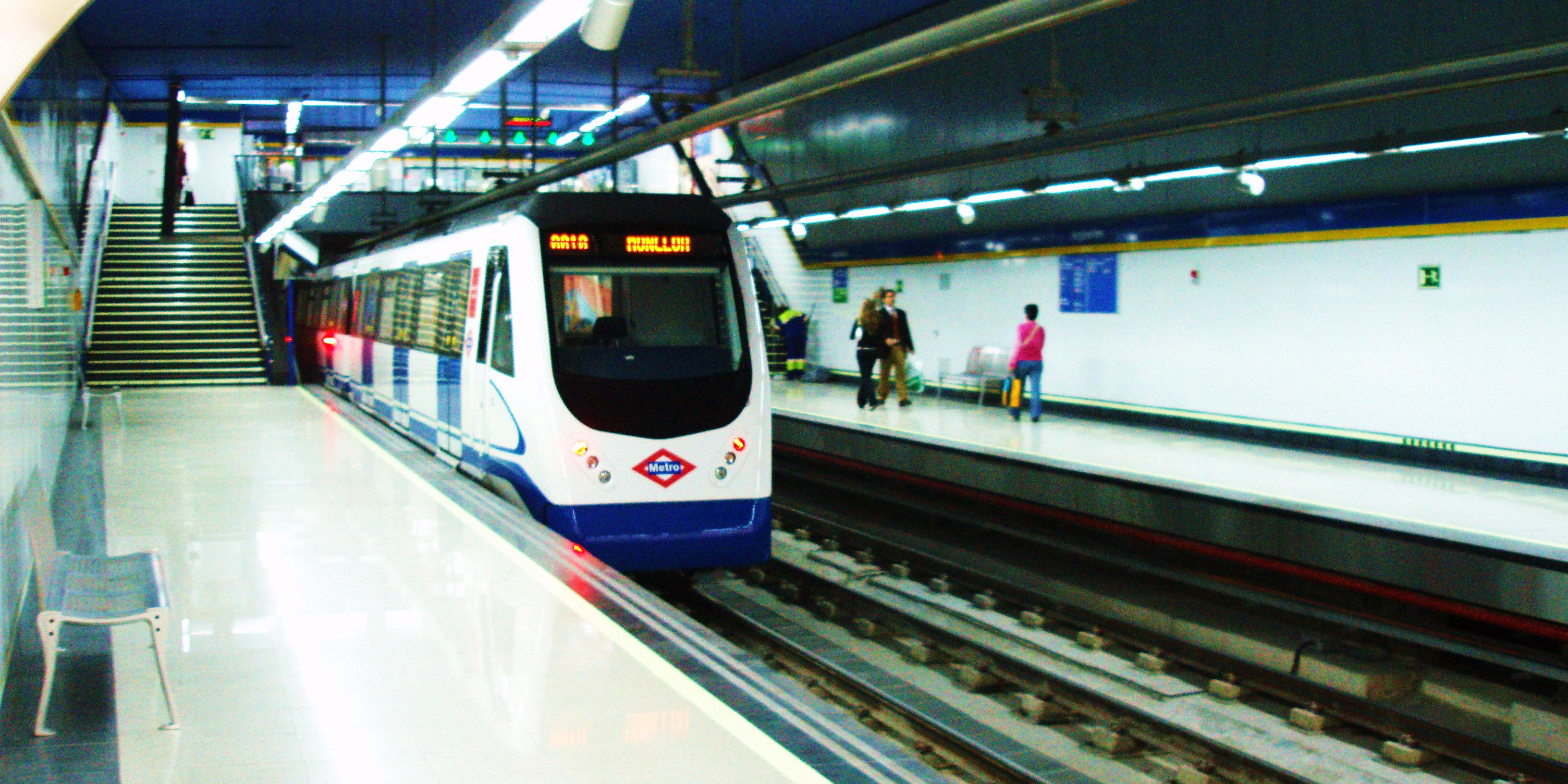
Station Argüelles de la ligne 3

La première section de la ligne entre Sol et Embajadores est ouverte le 9 août 1936, alors que la guerre civile vient d'éclater. Le 15 juillet 1941, un premier prolongemenantt de Sol à Argüelles est mise en service.
En 1945, les travaux pour le percement d'un prolongement vers le sud sont lancés. Les stations Palos de la Frontera et Delicias ouvrent au public le 26 mars 1949 et Legazpi le 1er mars 1951. Enfin le prolongement au nord vers Moncloa entre en service le 17 juillet 1963.
Au début des années 2000, les travaux du prolongement de la ligne au sud au-delà de Legazpi sont lancés. Face à l'accroissement de la fréquentation de la ligne, des travaux destinés à agrandir les stations et améliorer l'accessibilité sont réalisés entre 2003 et 2006. Ils consistent à allonger les quais des stations de 60 à 90 mètres afin de pouvoir accueillir des rames de six voitures au lieu de quatre. D'autre part, toutes les stations sont réaménagées et rendues accessibles en les équipant d'escaliers mécaniques et d'ascenseurs.
Le prolongement de la ligne jusqu'à Villaverde Alto est ouvert à la circulation le 21 avril 2007. Le 21 avril 2025, trois ans après le lancement du chantier, une nouvelle extension connecte la ligne à la station El Casar, qui devient le nouveau terminus et permet la correspondance avec la ligne 12 et la ligne C-3 des Cercanías.